# Kuffa
Pour les articles homonymes, voir Koufa.

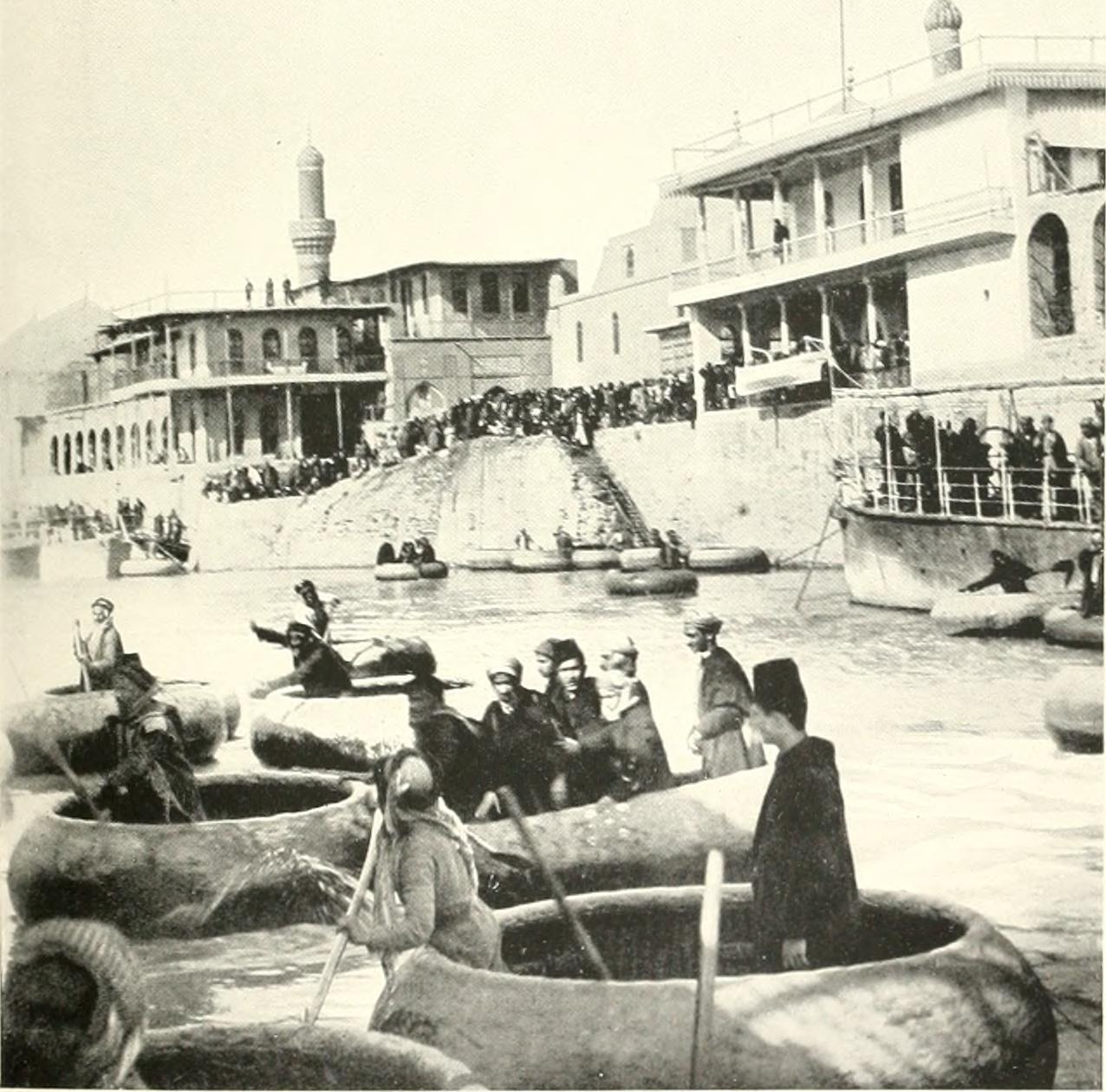
Kuffa a Bagdad vers 1920.

Le Kuffa (kufa, kuffah, quffa, quffah) est un type de coracle ou embarcation de forme ronde traditionnellement utilisé sur les fleuves Euphrate et Tigre.

## Historique
Ils ont été décrits par Hérodote en Mésopotamie, lors de sa probable visite de Babylone aux environs de 450 avant notre ère. Deux principaux types de construction caractérisent la réalisation de ces bateaux. L'un nécessite l'utilisation de peaux tendues sur un cadre, qui fut celui que décrit Hérodote, tandis que le deuxième nécessite l'usage de faisceaux de roseaux tissés ou de vannerie imperméabilisés avec du bitume. Ce second type construction était encore en usage à l'époque moderne et fut décrit par James Hornell (en) en 1938 dans un ouvrage intitulé The Coracles of the Tigris and Euphrates (Les coracles du Tigre et de l'Euphrate). 
À la suite de sa traduction de l'une des innombrables tablettes d'argile entreposées au British Museum, l'assyriologue et spécialiste de l'écriture cunéiforme, Irving Finkel, a suggéré à une équipe de spécialistes la construction d'un grand navire de ce type qui fut réalisé en Inde, selon les matériaux et les moyens de l'époque.